# Sandro de América (serie de televisión)
Sandro de América es una miniserie de televisión biográfica, musical, dramática y romántica argentina emitida por Telefe y producida por The Magic Eye. Fue protagonizada por Antonio Grimau, Marco Antonio Caponi y Agustín Sullivan, quienes interpretaron al famoso cantante y compositor argentino Sandro en distintas etapas de su vida.
La serie cuenta con 13 episodios y debutó el 5 de marzo de 2018, emitiéndose de lunes a jueves, a lo largo de tres semanas, como un "evento único" televisivo.
En total, la serie promedió 14.7 puntos de índice de audiencia. 
El último episodio fue emitido el martes 27 de marzo de 2018, en vivo con Leandro Leunis desde el teatro Gran Rex, donde se vio a los protagonistas de la serie interpretar grandes éxitos como Tengo, Rosa, Rosa, Dame el fuego de tu amor, Quiero llenarme de ti, entre otros, con Claudio Ledda como Vocal Coach.

## Sinopsis
Retrata los inicios de la carrera musical del artista, llegando a su época dorada, donde se relacionó con importantes figuras del medio artístico, que a partir de entonces fue considerado como un icono y galán de la música. Sobre el final de su historia contará los problemas de salud por los que tuvo que atravesar y como logró convertirse en una leyenda.

## Reparto
- Agustín Sullivan como Sandro en su juventud.
- Marco Antonio Caponi como Sandro en su adultez.
- Antonio Grimau como Sandro en su vejez.
- Jorge Suárez como Vicente Sánchez, padre de Sandro.
- Paula Ransenberg como Irma Nydia Ocampo, madre de Sandro.
- Luis Machín como Oscar Anderle, representante de Sandro.
- Vanesa Butera como Gladys.
- Verónica Gerez como Mabel Armentia.
- Laila Maltz como Catalina.
- Lucila Tell como Nuria.
- Sandro Daney como Sandro en su niñez.
- Calu Rivero como Silvina.
- Isabel Macedo como Daniela Paciani.
- Gastón Soffritti como Miguel "Lito" Vázquez.
- Julián Kartún como Héctor Centurión.
- Santiago Rovito como Armando "Cacho" Quiroga.
- Juan Manuel Alari como Enrique Irigoytía.
- Gastón Cocchiarale como Carlos "Charly" Ojeda.
- Santiago Ríos como Pablo Possi.
- Marina Bellati como Mónica.
- Muriel Santa Ana como Olga Garaventa.
- Erik Villamil como Héctor Ricardo García.

### Estrellas invitadas
- Hugo Arana como Mario Nardi.
- Sergio Surraco como un ejecutivo de la discográfica.
- Clemente Cancela como Pipo Mancera.
- China Suárez como Susana Giménez.
- Damián Dreizik como Pepe Fechoría.
- Teté Coustarot como ella misma.
- Paula Grinszpan como una de "las nenas".
- Lali Espósito como Reyna Ross (Tita Russ).
- Edgardo Nieva como Raúl Lamensa.
- Marcelo Sein como Aldo Aresi.
- Jimena Anganuzzi como una de "las nenas".
- Chang Sung Kim como Tao.
- Martín Campilongo
- Rocco Posca como Aladin.
- Sergio Pappi Guerrina como Castillo.
- José Luis Oliver como González.
- Coni Marino como Visita entrerriana.
- Gabriel Almirón como Bugallo.
- Juan Acosta como Rodríguez.
- María Fiorentino como una fan mayor de edad.

## Episodios
| N.º | Título                          | Dirigido por   | Escrito por                      | Fecha de emisión original | Audiencia (millones) |
| --- | ------------------------------- | -------------- | -------------------------------- | ------------------------- | -------------------- |
| 1   | «Uno en un Millón»              | Adrián Caetano | Esther Feldman                   | 5 de marzo de 2018        | 15.4                 |
| 2   | «El Futuro Gran Astro»          | Adrián Caetano | Esther Feldman                   | 6 de marzo de 2018        | 14.2                 |
| 3   | «Se Archiva El Cuero»           | Adrián Caetano | Esther Feldman                   | 7 de marzo de 2018        | 15.8                 |
| 4   | «Sandro No Para»                | Adrián Caetano | Esther Feldman                   | 8 de marzo de 2018        | 16.4                 |
| 5   | «Tú Me Enloqueces»              | Adrián Caetano | Esther Feldman                   | 12 de marzo de 2018       | 15.2                 |
| 6   | «Sandro, Roberto Y Yo»          | Adrián Caetano | Esther Feldman & Mariano Vera    | 13 de marzo de 2018       | 16.9                 |
| 7   | «El Último Hombre en La Tierra» | Adrián Caetano | Mariano Vera                     | 15 de marzo de 2018       | 13.9                 |
| 8   | «Todo Va A Estallar»            | Adrián Caetano | Mariano Vera                     | 19 de marzo de 2018       | 13.5                 |
| 9   | «Mi Amigo El Puma»              | Adrián Caetano | Mariano Vera                     | 20 de marzo de 2018       | 12.7                 |
| 10  | «Solo»                          | Adrián Caetano | Mariano Vera                     | 21 de marzo de 2018       | 14.3                 |
| 11  | «El Mejor»                      | Adrián Caetano | Nora Mazzitelli & Adrián Caetano | 22 de marzo de 2018       | 13.3                 |
| 12  | «Más Vivo Que Nunca»            | Adrián Caetano | Mariano Vera                     | 26 de marzo de 2018       | 14.2                 |
| 13  | «La Vida Sigue Igual»           | Adrián Caetano | Mariano Vera                     | 27 de marzo de 2018       | 15.4                 |

La transmisión previa al final de la serie, en donde los actores y actrices fueron entrevistados en el Gran Rex por el Chino Leunis, promedió 13.9 puntos de índice de audiencia, con picos de 14.4 puntos. Lo que pasó luego del capítulo final, la despedida del elenco en el Gran Rex, midió 12.4 puntos.

## Premios y nominaciones
| Lista de premios y nominaciones | Lista de premios y nominaciones | Lista de premios y nominaciones                    | Lista de premios y nominaciones | Lista de premios y nominaciones | Lista de premios y nominaciones | Lista de premios y nominaciones |
| Año                             | Organización                    | Categoría                                          | Nominado/a (s)                  | Resultado                       | Ref(s)                          |                                 |
| ------------------------------- | ------------------------------- | -------------------------------------------------- | ------------------------------- | ------------------------------- | ------------------------------- | ------------------------------- |
| 2019                            | Premios Martín Fierro           | Mejor Unitario y/o Miniserie                       | Sandro de América               | Ganador                         | [ 11 ]                          |                                 |
| 2019                            | Premios Martín Fierro           | Mejor Actor Protagonista de Unitario y/o Miniserie | Antonio Grimau                  | Ganador                         | [ 11 ]                          |                                 |
| 2019                            | Premios Martín Fierro           | Mejor Actor Protagonista de Unitario y/o Miniserie | Marco Antonio Caponi            | Nominado                        | [ 11 ]                          |                                 |
| 2019                            | Premios Martín Fierro           | Mejor Actor de Reparto                             | Luis Machín                     | Nominado                        | [ 11 ]                          |                                 |
| 2019                            | Premios Martín Fierro           | Artista Revelación                                 | Agustín Sullivan                | Ganador                         | [ 11 ]                          |                                 |
| 2019                            | Premios Martín Fierro           | Mejor Autor / Libretista                           | Adrián Caetano - Joaquín Bonet  | Nominado                        | [ 11 ]                          |                                 |
| 2019                            | Premios Martín Fierro           | Mejor Director                                     | Adrián Caetano                  | Ganador                         | [ 11 ]                          |                                 |
| 2019                            | Premios Martín Fierro           | Mejor Producción Integral                          | Sandro de América               | Nominado                        | [ 11 ]                          |                                 |

## Emisión internacional
- Colombia: Caracol Televisión
- Ecuador: Teleamazonas
- Chile: TVN
- Perú: América Televisión
- Bolivia: ATB